# Liste deutschsprachiger Schriftsteller/I
Hinweis: Die Umlaute ä, ö, ü werden wie die einfachen Vokale a, o, u eingeordnet, der Buchstabe ß wie ss. Dagegen werden ae, oe, ue unabhängig von der Aussprache immer als zwei Buchstaben behandelt 

## I – Im
- Ilse Ibach (1921–2002)
- Hillert Ibbeken (1935–2021)
- Signe Ibbeken (1966)
- Maria Ibele (1891–1979)
- Erika Iberer (1906–1984)
- Johann Ickes (1896–1966)
- Theodor Ickler (1944)
- Lucie Ideler (1851–1910)
- August Wilhelm Iffland (1759–1814)
- Andreas Igel Richter, eigentlich Alfred Richter (1890–1959)
- Jayne-Ann Igel, vormals Bernd Igel (1954)
- Johann Jakob Ihlée (1762–1827)
- Jutta Ihlenfeld (1866–1935)
- Kurt Ihlenfeld (1901–1972)
- Paul Ilg (1875–1957)
- Pedro Ilgen (1869–1920)
- Josef Ilmberger (1899–1982)
- Benno Imendörffer (1867–1945)
- Al Imfeld (1935–2017)
- Pierre Imhasly (1939–2017)
- Carl Leberecht Immermann (1796–1840)
- Toni Impekoven (1881–1947)

## In – Iz
- Marcus Ingendaay (1958)
- Paul Ingendaay (1961)
- Karlheinz Ingenkamp (1925–2015)
- Meinrad Inglin (1893–1971)
- Felix Philipp Ingold (1942)
- Lotte Ingrisch (1930–2022)
- Franz Innerhofer (1944–2002)
- Adolf Innerkofler (1872–1942)
- Bożena Intrator (1964)
- Josef Ippers (1932–1989)
- Ralf Isau (1956)
- Ursula Isbel (1942)
- Bernd Isemann (1881–1967)
- Roman Israel (1979)
- Rolf Italiaander (1913–1991)
- Joseph Albrecht von Ittner (1754–1825)
- Berta Itzerott-Buchholtz (1833–1919)
- Karl Itzinger (1888–1948)
- Vintilă Ivănceanu (1940–2008)
- Axel Ivers (1902–1964)
- Andreas Izquierdo (1968)